# 신축조약

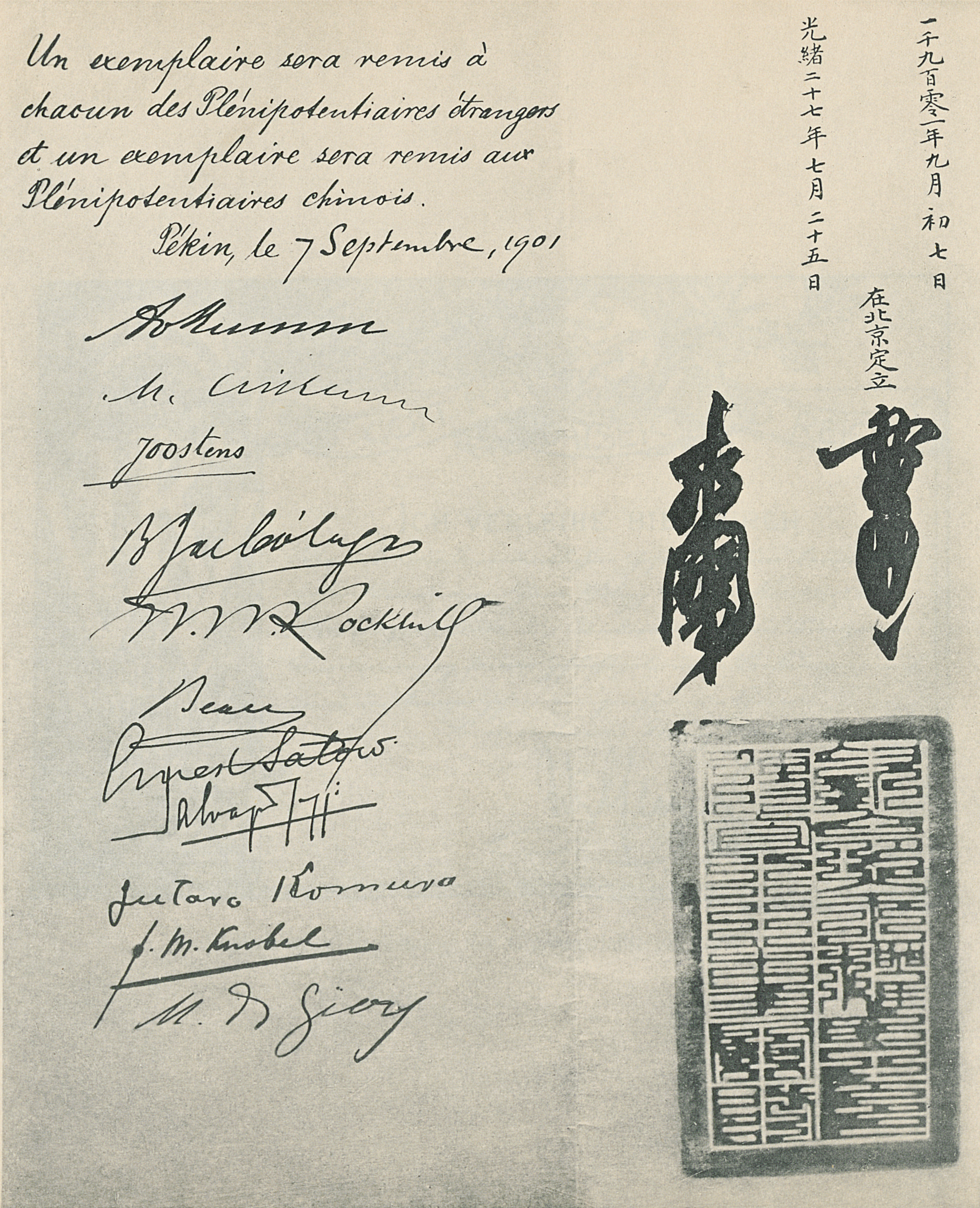
신축조약 체결서

신축조약(辛丑條約, 영어: Boxer Protocol)은 1900년 8월에 8개국 열강 연합군이 의화단 운동을 진압하고, 청나라 베이징을 점령한 다음 이듬해 1901년 9월 7일 열강 세력이 청나라 정부를 압박하여 체결한 불평등 조약을 말한다. 베이징 의정서라고도 한다. 이 조약으로 거액의 배상금을 지불하고, 수도 베이징에 열강 군대가 주둔한 것을 허락하였다.

## 개요
청나라 정부측 대표인 이홍장과 대영 제국 · 독일 제국 · 일본 제국 · 미국 · 러시아 제국 · 오스트리아-헝가리 제국 · 프랑스 · 이탈리아 왕국 · 네덜란드 · 스페인 · 벨기에 11개국 대표가 의화단 운동 진압 이후 1901년 9월 7일에 베이징에서 체결하였다. 이 조약으로 중국에 대한 서구 열강의 통치를 강화시켰고, 청나라 조정은 이를 반대할 힘이 없었다. 총 12조이고 부칙은 19항이며, 주요 내용은 다음과 같다.
(1)무기 및 무기제조 기재 수입의 2년간 금지. 그 후로도 각국이 계속 금지할 것이 있다고 판단하면 2년에 한해 연장함(제5조)
(2)배상금 원금 4억 5천만 냥(海關銀) 즉, 6750만 파운드를 연리 4%로 39년간 상환. 원리금 합계 9억 8천 2백여만 냥. 해관세, 상관세, 염세를 담보로 함(제6조)
(3)북경東交民巷에 공사관 구역을 설정하여 주거용지구로 제공하며 공사관이 관리를 맡고 방위병력을 상주시킴, 중국인은 거주할 수 없음(제7조)
(4) 大沽포대와 북경에서 발해에 이르는 통로에 장애가 될 수 있는 포대는 모두 철거함(제8조)
(5)북경에서 발해에 이르는 통로가 끊어지지 않도록 하기 위해 각국이 다음 장소에 군대를 주둔시키는 것을 인정함. 黃村, 郞房, 楊村, 天津, 軍糧城, 塘沽, 蘆台, 唐山, 灤州, 昌黎, 秦皇島, 山海關(제9조)
(6)통상항해조약 가운데 각국이 개정을 원하는 내용이나 여타 통상관련 사항은 상의하여 처리함(제11조)
(7)각 지방에 다음 상유를 2년간 반포함.
①배외단체를 설립하거나 가입하는 것을 영원히 금지하고 위반하는 자는 모두 斬한다는 상유
②의화단 관련 범죄자의 처벌 내용을 담은 상유
③외국인들이 피해를 입은 지방의 문․무과 고시 5년간 정지 상유
④지방관들의 관할지역에서 외국인이 상해를 입거나 조약을 어기는 일이 발생했는데도 곧바로 진압·처리하지 않을 경우 혁직시켜 영원히 임용하지 않는다(‘革職永不敍用’)는 상유(제10조)
(8)총리각국사무아문은 여러 나라의 예를 참작하여 외무부로 바꾸고 6부의 최상위에 둠(제12조)

## 같이 보기
- 의화단 운동